# Samsung Galaxy Camera 2
La Samsung Galaxy Camera 2 es una cámara compacta que es un dispositivo móvil basado en Android. Anunciada en el Consumer Electronic Show de 2014 en Las Vegas, Nevada, la Galaxy Camera 2 cuenta con Android 4.3 Jelly Bean, un procesador Exynos 4412 de cuatro núcleos a 1,6 GHz y 2 GB de RAM. La Galaxy Camera 2 es la sucesora de la Samsung Galaxy Camera. A diferencia de su antecesor, cuenta con un rieceptor GPS.